# Evgueni Varga
Evgueni Varga (Budapeste, 6 de novembro de 1879 — Moscovo, 7 de Outubro de 1964) economista marxista russo, natural da Hungria, dirigente da III Internacional e intelectual soviético.
Era, em 1919, comissário do povo para as finanças e Presidente do Conselho Superior da Economia Nacional da República Soviética da Hungria, dirigida por  Bela Kun. 
Depois da derrota da revolução húngara, Varga foi chamado  para a União Soviética, em 1920, por Lênin, a fim de trabalhar no KOMINTERN (direção da Internacional Comunista, a III INTERNACIONAL, fundado em 1919). 
Em 1927 tornou-se diretor em Moscou, do Instituto de Economia e de Política Mundiais da URSS e chefe da redação da revista Economia e Política Mundiais.
Eleito membro da Academia de Ciências da URSS, em 1939, foi autor de obras fundamentais de Economia Política, das quais, algumas, provocaram profundas polêmicas na União Soviética e no mundo inteiro, até à sua morte em 1964.
A partir da década de 1920 passou a defender que o advento do socialismo no Ocidente seria deflagrado a partir de uma forte e intensa crise econômica à medida que o capitalismo em decorrência das mudanças estruturais surgidas com a Primeira Guerra Mundial tornava-se operacionalmente insustentável.
Sua grande obra tem por título A CONSTRUÇÃO DO SOCIALISMO NA UNIÃO SOVIÉTICA, na qual ele conclui:
Realizar o comunismo, não é de modo nenhum aumentar as forças produtivas. O comunismo é antes de mais, o triunfo total do espírito democrático e socialista e da livre iniciativa das massas, fundado na autogestão dos trabalhadores em todos os domínios da vida. Enquanto não começarmos a combater, progressivamente e conscientemenre, as terríveis perversões da sociedade soviética,que são, de fato, a particularidade essencial do regime actual, o comunismo será impossível na União Soviética dentro de vinte anos como dentro de cem anos. Nestas condições, o único regime possível, será sempre uma paródia do comunismo.